# هاري كولمان
هاري كولمان (بالإنجليزية: Harry Coleman)‏ هو لاعب كرة قدم أمريكية أمريكي، ولد في 10 نوفمبر 1985 في فرانكلين في الولايات المتحدة.

## وصلات خارجية
- هاري كولمان على موقع JustSportsStats.com (الإنجليزية)